# Епархия Юнцзя
 Епархия Юнцзя  (лат. Dioecesis Iomchiavensis) — епархия Римско-Католической церкви с центром в городе Юнцзя, Китай. Епархия Юнцзя входит в митрополию Ханчжоу. Кафедральным собором епархии Юнцзя является церковь святого Павла в городе Юнцзя.

## История
3 марта 1949 года Римский папа Пий XII издал буллу Ecclesiasticas in catholico, которым учредил епархию Юнцзя, выделив её из епархии Нинбо. Из-за прихода к власти в Китае коммунистических властей Святой Престол не мог ни разу назначить епископа на кафедру епархии Юнцзя. С самого начала образования епархии до 1992 года ею руководил апостольский администратор. В 1992 году Святым Престолом был назначен епископ Иаков Лин Сили, который после своего назначения руководил своей епархией в подпольных условиях. Через некоторое время епископ Иаков Лин Сили был арестован. Последние годы своей жизни епископ Лин Сили провёл под домашним арестом.

## Ординарии епархии

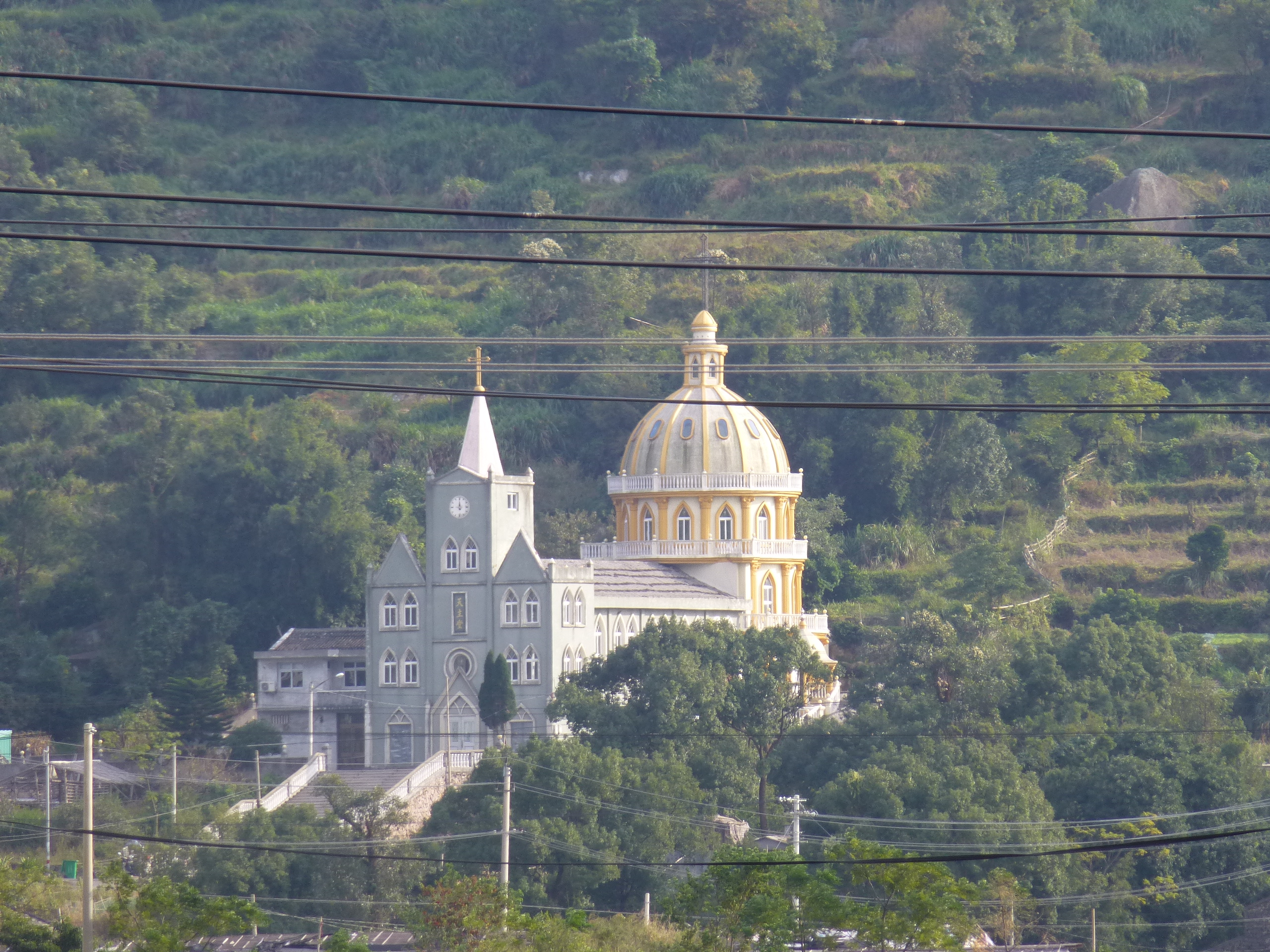
Католическая церковь в селе Шитан, уезда Цаннань, префектуры Вэньчжоу

- священник André-Jean-François Defebvre (1950—1951) — апостольский администратор;
- священник Paul Su Pai-lu (15.06.1951 — 1980);
- епископ James Lin Xili (1992 — 4.10.2009);
  - Sede vacante (с 4.10.2009 — по настоящее время).

## Источник
- Annuario Pontificio, Libreria Editrice Vaticana, Città del Vaticano, 2003, ISBN 88-209-7422-3
- Bolla Ecclesiasticas in catholico, AAS 42 (1950), стр. 613  (лат.)